# Gaungphat Taung
Gaungphat Taung är ett berg i Myanmar.   Det ligger i regionen Karen, i den södra delen av landet, 500 km söder om huvudstaden Naypyidaw. Toppen på Gaungphat Taung är 92 meter över havet.
Terrängen runt Gaungphat Taung är huvudsakligen platt, men söderut är den kuperad. Runt Gaungphat Taung är det glesbefolkat, med 9 invånare per kvadratkilometer.